# St. Martin (Meckfeld)

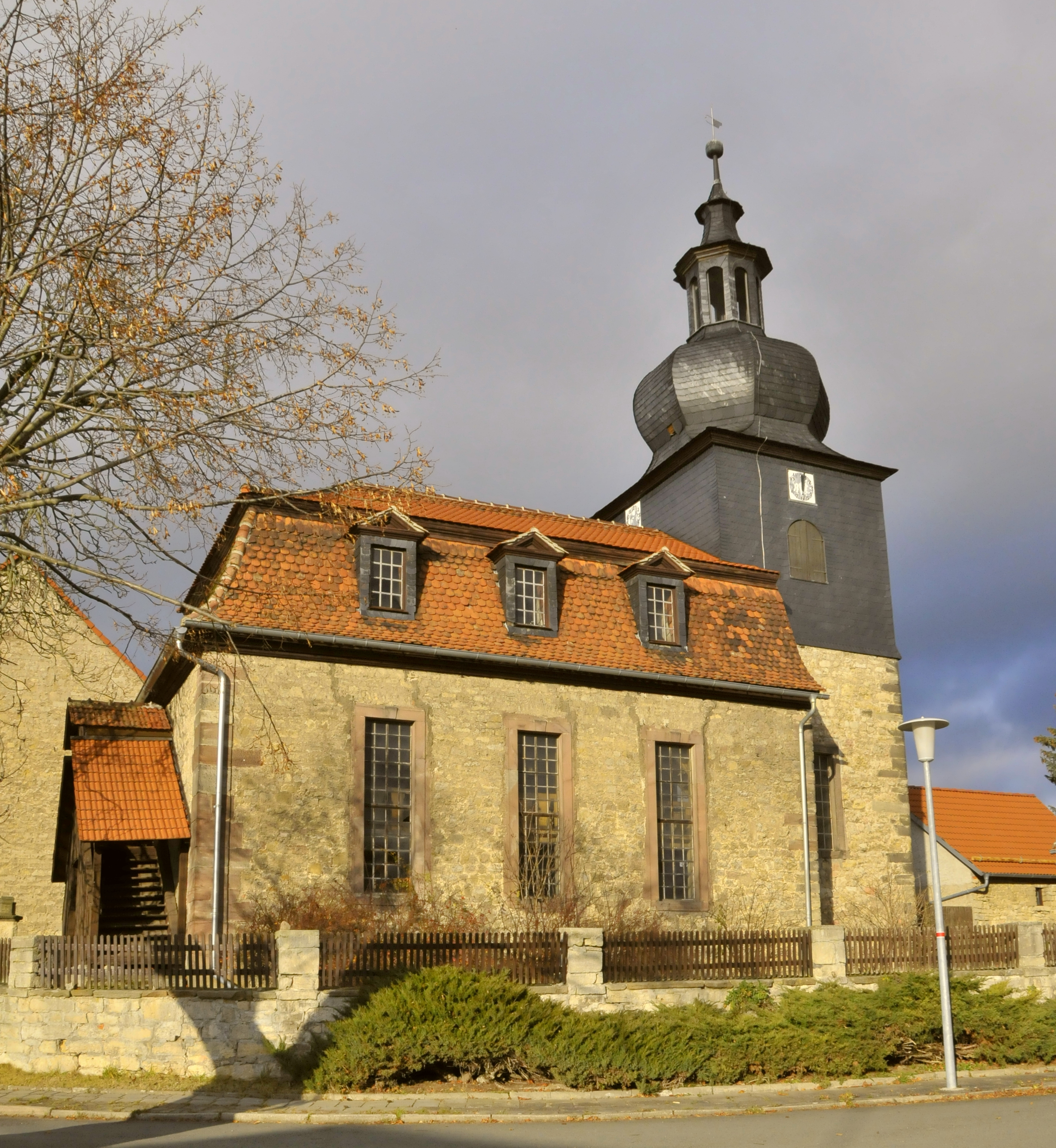
Die Kirche

Die evangelische Dorfkirche St. Martin im Ortsteil Meckfeld der Stadt Bad Berka im Landkreis Weimarer Land in Thüringen befindet sich zentral im Dorf. Sie gehört zur Kirchengemeinde Klettbach im Kirchenkreis Weimar der Evangelischen Kirche in Mitteldeutschland.

## Geschichte
Die ursprüngliche Chorturmkirche wurde 1219 erstmals urkundlich erwähnt. Nach dem 13. Jahrhundert wurde sie mehrfach umgebaut. Die Ausstattung einschließlich des Kanzelaltars stammt weitgehend vom barocken Umbau im Jahr 1728. 1794 erhielt der Kirchturm die jetzige Höhe mit achteckigem Turmgeschoss, geschweifter Haube und offener Laterne. Um 1900 wurde der Innenraum mit Jugendstilelementen neu ausgemalt.

## Besondere Ausstattungsstücke
- Der Apostelschrein mit Flügelaltar von 1505.
- Das Taufgestell vom 1503.
- Eine pneumatische Orgel.